# Mata Larga, Atoyac
Mata Larga är en ort i Mexiko.   Den ligger i kommunen Atoyac och delstaten Veracruz, i den sydöstra delen av landet, 250 km öster om huvudstaden Mexico City. Mata Larga ligger 510 meter över havet och antalet invånare är 182.
Terrängen runt Mata Larga är kuperad åt nordost, men åt sydväst är den platt. Runt Mata Larga är det ganska tätbefolkat, med 222 invånare per kvadratkilometer. Närmaste större samhälle är Córdoba, 15,0 km väster om Mata Larga. Trakten runt Mata Larga består till största delen av jordbruksmark.